# Хора (танец)
Хо́ра (от греч. χορός — «танец», болг. хоро́, макед. оро, серб. коло, хорв. kolo, рум. hora, груз. ხორუმი [khorumi], крымскотат. horan, тур. horon, арм. շուրջպար [shurch par], ивр. הורה‎ [hora]) — народный танец-хоровод у южных славян (болгар, македонцев, сербов, хорватов), гагаузов, румын, греков, грузин, крымских татар, турок, армян и евреев. Исполняется обычно под аккомпанемент инструментального ансамбля (см. Тараф). Также — музыкальная форма.

## Южнославянский танец-хоровод
Болгарский народный танец-хоровод хоро исполняется в размере 2/4, 5/16, 9/16. Сопровождается пением, игрой на гайде и других народных инструментах. Исполнители держатся за руки, за пояса или кладут руки друг другу на плечи в цепи. Ритмы хоро самые различные, а видов — великое множество, которое подразделяется по основным географическим районам Болгарии (добруджанские, македонские, родопские, северняшкие, странджанские, тракийские, шопские).
Сербское и боснийское коло являются одними из самых известных в мире и практически не отличаются друг от друга. Варианты сербского и боснийского коло существуют в Боснийской Краине, Герцеговине и Черногории. Сербское коло вошло в собрание пьес Антонина Дворжака «Славянские танцы» в опус 72 под названием № 7 (15) C-dur. Allegro vivace.

## Молдова и Румыния
Для исполнения хоры (молд. и рум. horă) танцоры собираются в круг и обнимают друг друга за плечи. Люди движутся вокруг центра (обычно по часовой стрелке), а каждый танцор исполняет серию из трёх шагов вперед и одного шага назад. Темп медленный (размер 6/8 или 6/4). Танец исполняется девушками плавно и спокойно. На свадьбах к хоре присоединяются и мужчины. Хора сопровождается игрой на чимпое, флуере, нае, скрипке и других народных инструментах.

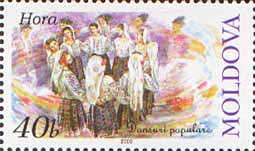
Хора. Марка Молдовы

Наиболее популярный танец у молдаван. Имеет многочисленные варианты, различающиеся по приуроченности, составу и темпу. Исполняется обычно под аккомпанемент оркестра (тараф). В некоторых районах Южной Молдовы сохранилась многовековая традиция исполнения танца под песню. С развитием инструментальной танцевальной музыки пение в медленных хорах сменилось чисто инструментальным сопровождением. Ещё в начале XIX века в Бессарабии хора означала не только определённый танец, но и один из видов сельских празднеств. Та медленные, лирические трёхдольные танцы под названием хора (размер 6/8 или 6/4). Они отличаются особой плавностью, торжественностью и одновременно грациозностью.
Является очень популярным танцем на свадебных торжествах и других празднествах, особенно в сельской местности.
Встречаются также быстрые варианты хор, исполняемые в размере 4/4. Такие хоры во многом близки к сырбе, но выделяются все доли.

## Черноморское побережье
У  многих  народов Средиземноморья, Черноморья, Балканского полуострова и Кавказа бытует один общий круговой танец, который именуется у каждого народа по-своему. Исполняется он с вокальным или инструментальным сопровождением.
Групповой танец Хорон (тур. horon, понт. χορόν, лаз. horon) характерен для Черноморского побережья Турции. В нём участвуют как мужчины, так и женщины. Участники в замкнутом или разомкнутом круге быстро танцуют, изгибаясь, кружась, приседая и притопывая. Музыканты исполняют танцевальную мелодию обычно на давуле и зурне; в некоторых районах используются тулумба, мей, джура и кеменче. Районы распространения: Трабзон, Самсун, Артвин, Орду, Ризе.
Грузинский круговой танец Хоруми (груз. ხორუმი) происходит из Аджарии. Первоначально он исполнялся перед сражением для поднятия боевого духа воинов. Количество танцоров ограничивалось только несколькими мужчинами. Со временем их количество выросло, и в современной версии могут участвовать 30—40 танцоров.
У крымских татар он называется Хоран (крымскотат. къоран). Его танцевали во время народных гуляний. Первоначально под  песенный  аккомпанемент. Именно им в древние времена завершался любой крымскотатарский праздник. Также этим танцем часто завершается свадебные пиршества, когда его исполняли все присутствующие, численность которых порой достигает двухсот человек.
Во время танца участники смыкаются в круг или полукруг и положив на плечи друг другу, двигаются по кругу приставным шагом. В танце могут принимать участие как парни так и девушки, люди среднего и пожилого возраста. Танец, как правило танцуют по кругу. Все участники кладут руки на плечи друг другу, образуя круг. Количество участников не ограничивается, их должно быть не менее 6 человек. Танец состоит из двух частей, первая часть медленная, вторая — быстрая. Основные фигурации танца: круг, линии. Хораны отличаются друг от друга в зависимости от места их возникновения. Например, в Алуштинском районе бытовал танец Тувакъ джыйыны, исполняемый только мужчинами. Тувакъ дэюыйыны, возникший в степных районах, исполняли только женщины.

## Еврейская хора

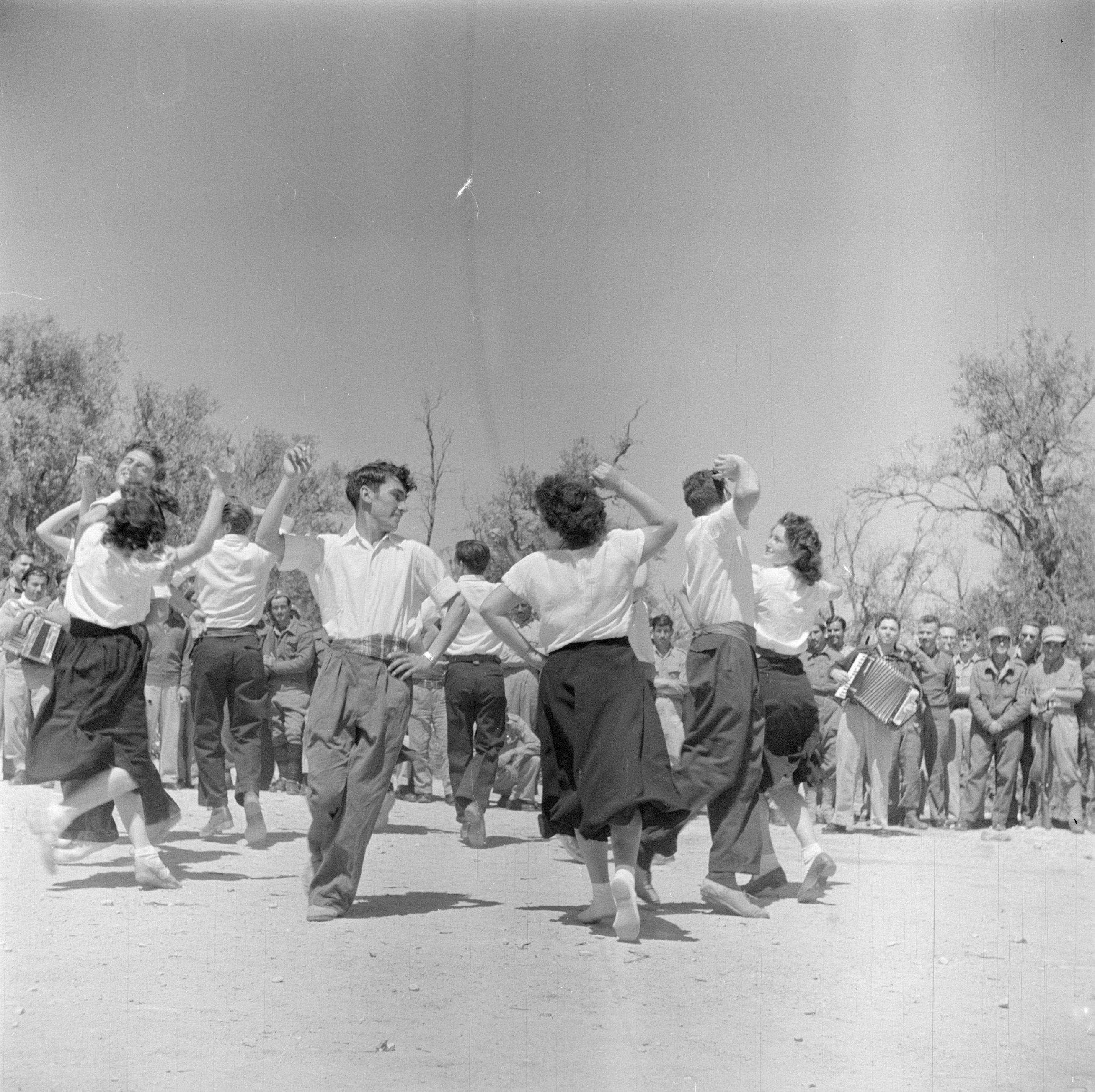
Еврейская хора в Израиле. 1949 год

Еврейская хора схожа с румынской, исполняется в размере 3/4 или 3/8 с акцентом на 1 и 3 доли.

### Израиль
Израильская хора — быстрый хороводный танец на 4/4, созданный в 1930-е гг. Барухом Агадати (Каушанским); иногда именуется «Хора Агадати».
Для исполнения хоры танцоры собираются в круг, берутся за руки и начинают движение вправо сначала левой, потом правой ногой. На следующем шаге левую ногу ставят за правой, и снова делают шаг правой. Эти движения повторяются в быстром темпе. При большом количестве танцоров люди делают несколько кругов, один в другом.
Раньше хора была популярна в основном в кибуцах и сельской местности, но потом стала часто исполняться на свадьбах и других праздниках. Хора может исполняться под традиционные израильские песни, хотя наиболее известным является исполнение под музыку «Хава нагила».